# Nossa Senhora das Graças (Paraná)
Nossa Senhora das Graças é um município brasileiro do estado do Paraná.

## História
Município criado através da Lei Estadual nº 4245 de 28 de julho de 1960, e instalado em 1 de dezembro de 1961. Foi desmembrado de Guaraci.
O nome do município é homenagem a sua padroeira, comemorada dia 27 de novembro.

## Geografia
Possui uma área é de 185,716 km² representando 0,0932 % do estado, 0,033 % da região e 0,0022 % de todo o território brasileiro. Localiza-se a uma latitude 22°54'50" sul e a uma longitude 51°47'38" oeste. Sua população estimada em 2005 era de 4.054 habitantes.

### Demografia
Dados do Censo - 2000
População total: 3.833
- Urbana: 2.848
- Rural: 985

- Homens: 1.958
- Mulheres: 1.875

Índice de Desenvolvimento Humano (IDH-M): 0,719
- IDH-M Renda: 0,627
- IDH-M Longevidade: 0,716
- IDH-M Educação: 0,813

## Administração
- Prefeito: Francisco Lorival Maratta (2017/2020)
- Vice-prefeito: Leila
- Vereadores: